# Panicum pilosum
Panicum pilosum är en gräsart som beskrevs av Olof Swartz. Panicum pilosum ingår i släktet vipphirser, och familjen gräs. Inga underarter finns listade i Catalogue of Life.